# Jorge Medina Estévez
Jorge Arturo Augustin Medina Estévez (Santiago de Chile, 23 december 1926 – aldaar, 3 oktober 2021) was een Chileens geestelijke en een kardinaal van de Rooms-Katholieke Kerk.
Medina Estévez werd geboren in Santiago, waar hij de lagere en middelbare school doorliep. Na zijn studies rechten, letteren en biologie aan de Pauselijke Universiteit van Chili vervolgde hij zijn kerkelijke opleiding aan het seminarie. Hij werd op 12 juni 1954 priester gewijd. Hij doceerde daarna zelf aan het seminarie en later ook aan de Pauselijke Universiteit, waarvan hij in 1974 rector magnificus werd. Hij was in die tijd ook als priester verbonden aan de kathedraal van Santiago en rechter bij de kerkelijke rechtbank in Chili.
Op 18 december 1984 werd Medina Estévez benoemd tot hulpbisschop van Rancagua en tot titulair bisschop van Tibili. Zijn bisschopswijding vond plaats op 6 januari 1985. Op 25 november 1987 werd hij benoemd tot bisschop van het bisdom Rancagua. Op 16 april 1993 volgde zijn benoeming tot bisschop van Valparaíso.
Op 21 juni 1996 trad Medina Estévez in dienst van de Romeinse Curie bij zijn benoeming tot (pro-)prefect van de Congregatie voor de Goddelijke Eredienst en de Regeling van de Sacramenten.
Medina Estévez werd tijdens het consistorie van 21 februari 1998 kardinaal gecreëerd. Hij kreeg de rang van kardinaal-diaken. Zijn titeldiaconie werd de San Saba.
Medina Estévez ging op 1 oktober 2002 met emeritaat.
Medina Estévez nam deel aan de conclaven van 2005. Omdat hij vanaf 24 februari 2005 de kardinaal-protodiaken (het meest seniore lid binnen de orde van kardinaal-diakens) was, maakte hij in die hoedanigheid aan het einde van het conclaaf op 19 april 2005 de verkiezing van kardinaal Joseph Ratzinger tot paus Benedictus XVI bekend vanaf de buitenloggia van de Sint-Pietersbasiliek en bevestigde hij de nieuwe paus op 24 april 2005 door de oplegging van het pallium.
Op 1 maart 2008 werd Medina Estévez bevorderd tot kardinaal-priester. Zijn titeldiaconie werd daarbij pro hac vice zijn titelkerk.
In december 2008 baarde Medina Estévez opzien door tijdens een mis ter nagedachtenis aan de Chileense dictator Augusto Pinochet de show van de popster Madonna tijdens haar Sticky & Sweet Tour sterk te bekritiseren. Haar optreden werd door de kardinaal omschreven als “wellustig, een smet voor de mensheid en een belediging naar God.”
- Biblioteca Nacional de España: XX1740327
- Bibliothèque nationale de France: cb121985374 (data)
- Gemeinsame Normdatei: 128800348
- International Standard Name Identifier: 0000 0001 1066 4554
- Library of Congress Control Number: n93118009
- Istituto Centrale per il Catalogo Unico: CFIV144297
- Système universitaire de documentation: 030603455
- Virtual International Authority File: 62609778
- WorldCat: E39PBJvtbhmwdmxpyq3GbwtVG3